# あばよダチ公
『あばよダチ公』（あばよダチこう）は、1974年11月22日公開の日本映画。製作は日活。監督は澤田幸弘。

## ストーリー
浦安駅に降りた男、主人公夏木猛夫（松田優作）は、中野刑務所から3年の刑期を終えて出所した。再会したマブダチの梅（佐藤蛾次郎）、トラックの運転手・雅（河原崎建三）、パチプロの竜（大門正明）を率いて街に繰り出すが、キャバレーで高額な料金を請求された猛夫たちは無銭飲食、暴行傷害、器物破損で留置場に入れられる。パッとしない生活が続くある晩、家出中の女シン子（加藤小夜子）が竜の部屋に現れる。そこで猛夫たちはシン子の村がダムの底に沈み、立ち退きを迫られていることを知る。竜は、婿養子の跡取り息子になり保証金をせしめるために猛夫とシン子の結婚を提案する。シン子の故郷へ向かった五人はあらゆる手をつかい、シン子の父親・源太郎（山本麟一）に結婚を認めさせ、立ち退きの反対運動を引き継ぎ、男四人と女一人の共同生活が始まる。そんな中、梅がダム利権を牛耳る半田建設に権利書と引き換えに誘拐される。立ち退きを余儀無くされてしまった五人だが、せめて一矢報いるべく、半田（郷鍈治）を人質に建設事務所に篭城する。包囲する警官隊、催涙弾に追い詰められた猛夫たちは、半田建設から奪った現金をムシャムシャと食べ始めた。猛夫たちは破壊される事務所から川に逃れ、対岸にたどり着く。彼らは「ゼニはたらふく食ったわけだし、行けるとこまで行ってみようや」と言いながら、満足気に歩いていった。

## 出演者

### 主なキャスト
夏木猛夫 - 松田優作
主人公で前科一犯。父親はかつて漁業権で問題を起こし、補償金を手に入れたが、持ちきれない現金を持ったとたん、博打で全て使い切り蒸発。仲間たちからは"もーさん"と呼ばれている。
シン子 - 加藤小夜子（東宝）
竜の親戚。美容師の見習いで家出中。兄は出稼ぎ先で事故死している。猛夫と結婚するが、梅が半田建設に拉致されると、猛夫は梅を助け出すために権利書をシン子に返し、反対運動をシン子と源太郎に委ね離婚する。
源太郎 - 山本麟一
シン子の父。村で唯一、ダム建設による立ち退きに反対し、小屋に篭城している。腰にダイナマイトを巻いている。

### 猛夫の仲間
梅 - 佐藤蛾次郎
猛夫の仲間。欲求不満から、いろいろと騒動をおこすトラブルメーカー的存在。
雅 - 河原崎建三
猛夫の仲間で清掃車の臨時運転手。
竜 - 大門正明
猛夫の仲間でパチプロ。アパートで一人暮らしをしている。

### 半田建設
半田 - 郷鍈治（東映）
土建屋、半田建設の社長。公団からダム建設を請け負う。
半田建設 - 庄司三郎・沢田情児・高橋明
半田建設構成員。梅と竜を誘い出してボコボコにし、反対運動をやめさせようとする。
公団課長 - 長弘
ダム建設を穏便に進めるために、半田に猛夫たちを立ち退かせるように頼む。

### その他キャスト
- 猛夫の母・とみ - 初井言榮
- 猛夫の姉・美津子 - 悠木千帆
- キャバレーのボーイ - 山西道広
- 署長 - 雪丘恵介
- 警官 - 砂塚秀夫
- 刑事 - 下川辰平
- 村の警官 - 榎木兵衛
- その他 - 丘奈保美、木島一郎、五條博、吉井亜樹子、薊千露、大山節子、久遠利三、矢藤昌宏、森みどり、叶今日子、中平哲仟、玉井謙介、北上忠行、浅野謙次郎、谷文太、清水国雄、森正親、小見山玉樹、菅原義夫、男喧太、高山千草、深雪けい子、ながいゆうこ、吉沢恵、宝京子、宝洋子、宝高子、宝なな、東まみ、東節子

## スタッフ
- プロデューサー:結城良熙
- 脚本:神波史男
- 撮影:山崎善弘
- 照明:高島正博
- 録音:紅谷愃一
- 美術:徳田博
- 編集:鈴木晄
- 音楽演奏:コスモスファクトリー(東芝EMIレコード)
- 助監督:加島春海
- 現像:東洋現像所
- 制作担当者:天野勝正
- 擬斗:田畑善彦

## 主なロケ地
- 浦安駅 - 冒頭、猛夫が降りた駅。
- 錦糸町駅 - 梅が駅前で政治運動を訴える女性に襲い掛かり、乱闘騒ぎになる。
- 多摩川 - エンディングで、猛夫たちが川沿いを歩く。
- 天竜川(浜松市天竜区春野町)
- 日活撮影所 - 掘立て小屋の内部。

## 補足
- 日活は当時、制作費が低予算のため、それを逆手に取り、ゲリラ的な撮影を行っていた。
- 監督の澤田幸弘曰く、「当時、松田優作ほど自分の体をストイックなまでに鍛えていた役者はいなかった」